# Divize B 2013/2014
V soubojích 49. ročníku České Divize B 2013/2014 (jedna ze skupin 4. nejvyšší fotbalové soutěže) se utkalo 16 týmů dvoukolovým systémem podzim - jaro. Tento ročník začal v sobotu 10. srpna 2013 úvodními čtyřmi zápasy 1. kola a skončil v sobotu 14. června 2013 sedmi zápasy závěrečného 30. kola..

## Nové týmy v sezoně 2013/14
- Z ČFL 2012/13 sestoupil tým SK Kladno.
- Z Přeboru Ústeckého kraje 2012/13 postoupila tato mužstva: AFK LoKo Chomutov a SK Štětí.
- Z Přeboru Středočeského kraje 2012/13 postoupil tým TJ Slavia Louňovice.
- Z Divize A byl přeřazen tým SK Aritma Praha.

## Kluby podle krajů
- Praha (3): FK Slavoj Vyšehrad, FK Motorlet Praha a SK Aritma Praha.
- Středočeský (6): TJ Slavia Louňovice, FK Neratovice-Byškovice, SK Kladno, SK Český Brod a FK Litol a SK Úvaly
- Ústecký (6): FK Baník Souš, SK Sokol Brozany, ASK Lovosice, AFK LoKo Chomutov, FK Slavoj Žatec a SK Štětí.
- Liberecký (1): FC Nový Bor.

## Konečná tabulka
| Poř. | Tým                     | Z  | V  | R  | P  | VG | OG | B  |
| ---- | ----------------------- | -- | -- | -- | -- | -- | -- | -- |
| 1.   | TJ Slavia Louňovice     | 30 | 22 | 5  | 3  | 78 | 23 | 71 |
| 2.   | FK Slavoj Vyšehrad      | 30 | 21 | 3  | 6  | 82 | 31 | 66 |
| 3.   | FK Motorlet Praha       | 30 | 14 | 6  | 10 | 55 | 51 | 48 |
| 4.   | FK Neratovice-Byškovice | 30 | 14 | 6  | 10 | 47 | 41 | 48 |
| 5.   | FK Baník Souš           | 30 | 14 | 2  | 14 | 53 | 44 | 44 |
| 6.   | SK Sokol Brozany        | 30 | 11 | 9  | 10 | 43 | 38 | 42 |
| 7.   | SK Kladno               | 30 | 10 | 10 | 10 | 56 | 58 | 40 |
| 8.   | SK Český Brod           | 30 | 11 | 6  | 13 | 50 | 59 | 39 |
| 9.   | ASK Lovosice            | 30 | 12 | 3  | 15 | 48 | 57 | 39 |
| 10.  | FK Litol                | 30 | 10 | 7  | 13 | 44 | 63 | 37 |
| 11.  | SK Úvaly                | 30 | 10 | 6  | 14 | 39 | 43 | 36 |
| 12.  | FC Nový Bor             | 30 | 10 | 6  | 14 | 47 | 57 | 36 |
| 13.  | SK Aritma Praha         | 30 | 10 | 5  | 15 | 47 | 53 | 35 |
| 14.  | AFK LoKo Chomutov       | 30 | 10 | 5  | 15 | 52 | 64 | 35 |
| 15.  | FK Slavoj Žatec         | 30 | 10 | 4  | 16 | 54 | 78 | 34 |
| 16.  | SK Štětí                | 30 | 6  | 7  | 17 | 47 | 82 | 25 |

Poznámky:
- Z = Odehrané zápasy; V = Vítězství; R = Remízy; P = Prohry; VG = Vstřelené góly; OG = Obdržené góly; B = Body

|  | Postup do ČFL                           |
|  | Sestup do příslušného krajského přeboru |